# Хансен, Генри Оливер
Генри Оливер («Хэнк») Хансен (англ. Henry Oliver ("Hank") Hansen) (14 декабря 1919, Бостон, штат Массачусетс, США — 1 марта 1945, остров Иото, Япония) — американский морской пехотинец, участник Второй мировой войны. Участвовал в поднятии первого флага США на горе Сурибати (остров Иводзима), также некоторое время был по ошибке включен в число шести военнослужащих, запечатлённых на фотографии «Поднятие флага на Иводзиме» Джо Розенталя, которая изображает поднятие второго флага на Сурибати.

## Биография
Генри Оливер Хансен родился в Бостоне (штат Массачусетс) 14 декабря 1919 года, помимо него в его семье была одна сестра и трое братьев. В 1938 году он окончил высшую школу в Сомервиле. В 18-летнем возрасте он поступил на военную службу в морскую пехоту.
В звании сержанта принимал участие в битве за Иводзиму, был в числе шестерых американских военнослужащих, которые 23 февраля 1945 года подняли первый флаг на горе Сурибати, это событие сфотографировал Луис Лоуэри. В тот же день другая группа заменила этот флаг на другой — большего размера, поднятие второго флага запечатлел на фотографии Джо Розенталь, снимок которого быстро стал известен. Через семь дней после поднятия флага Хансен был убит в бою.
После битвы были разные мнения по поводу того, кто был изображён у основания флагштока на фотографии Розенталя. Рене Ганьон и Джон Брэдли вначале идентифицировали в этом человеке Хансена. Однако через полтора года расследование Конгресса США показало, что тем человеком был не Хансон, а Харлон Блок, что подтвердил один из изображённых на фото — Айра, Хейз.
Сержант Хенри Хансен похоронен на Национальном мемориальном кладбище Тихого океана на гавайском острове Оаху.

## Память
- В июне 2004 года в родном городе Хансена — Сомервиле (Массачусетс) его именем был назван мемориальный парк Генри О. Хансена.[3]

### В кино
- Флаги наших отцов / Flags of Our Fathers (2006; США) режиссёр Клинт Иствуд, в роли Хэнка Пол Уокер.